# Необорна міць музики
«Необорна міць музики» (англ. The Power of Music) — картина художника американського художника Вільям Сіднея Маунта. Зберігається у колекції Клівлендського музею мистецтв у Клівленді.
Художню освіту Вільям Сідней Маунт отримав в Нью-Йорку, в Національній академії дизайну, котру заснували 1825 року. Родина художника мешкала неподалік від великого міста. Художником був і брат митця — Генрі Маунт. Недовго працював художником-портретистом у Нью-Йорку.
Згодом повернувся на малу батьківщину, де зосередився на спостереженнях за побутом провінціалів східного острову Лонг-Айленд, колонізованому британцями. Прожив і пропрацював на острові до кінця життя. На художню манеру митця вплинули побутові картини англійських художників.
Але дійсність американців відрізнялась від побуту англійців, що реально відтворено в живопису Вільяма Сіднея Маунта («Танцюрист в барі», 1835 р., «Рибальство на острові Лонг-Айленд», 1845 р.) Картини Маунта практично ідилічні, позбавлені драм і трагічних сторін. Лише іноді він мимоволі фіксує суспільне розмежування між світом білих і світом афроамериканців, де останні завжди в підкореному стані служок чи наймитів («Необорна міць музики», 1847 р.) Художника вважають засновником побутового жанру в американському живопису.